# Allenay
Allenay est une commune française située dans le département de la Somme en région Hauts-de-France.
En 2019, la commune s'est retirée du projet de parc naturel régional Baie de Somme - Picardie maritime.

## Géographie

### Localisation
Allenay est un village picard du Vimeu.
La localité est située, à vol d'oiseau, à 4 km à l'ouest de Friville-Escarbotin, 7 km au nord-est d'Eu-Le Tréport, 8 km au nord-est de Mers-les-Bains, 24 km à l'ouest d'Abbeville, 35 km au nord-est de Dieppe et à 61 km au nord-ouest d'Amiens.
Le territoire de la commune est limitrophe de ceux de six communes.
Les communes limitrophes sont  Bourseville, Béthencourt-sur-Mer, Friaucourt, Saint-Quentin-la-Motte-Croix-au-Bailly, Tully et Woignarue.

### Hydrographie
La commune est située dans le bassin Artois-Picardie. Elle n'est drainée par aucun cours d'eau.

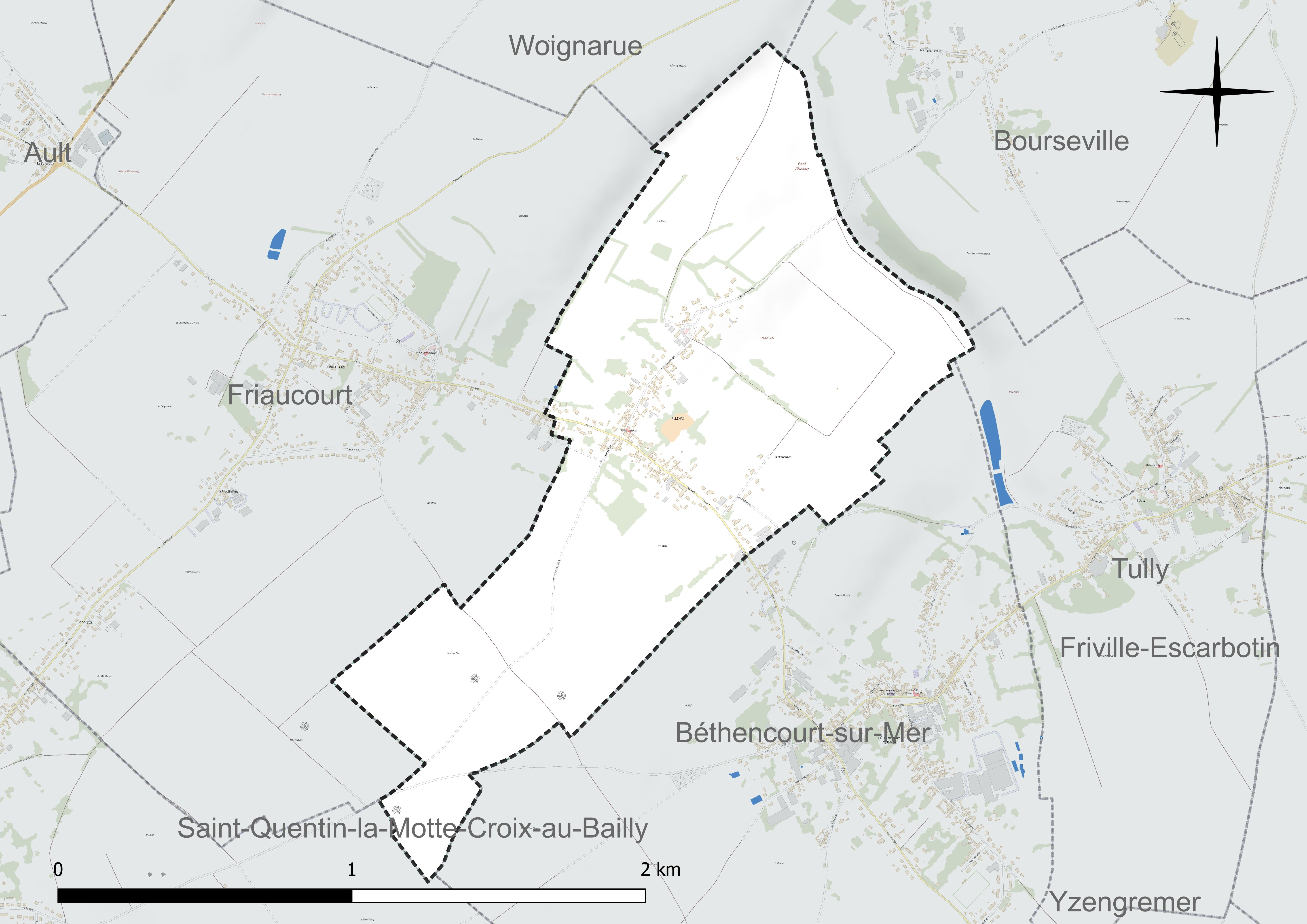
Réseau hydrographique d'Allenay.

### Climat
Pour des articles plus généraux, voir Climat des Hauts-de-France et Climat de la Somme.
En 2010, le climat de la commune est de type climat océanique franc, selon une étude du CNRS s'appuyant sur une série de données couvrant la période 1971-2000. En 2020, Météo-France publie une typologie des climats de la France métropolitaine dans laquelle la commune est exposée à un climat océanique et est dans la région climatique Côtes de la Manche orientale, caractérisée par un faible ensoleillement (1 550 h/an) ; forte humidité de l'air (plus de 20 h/jour avec humidité relative > 80 % en hiver), vents forts fréquents.
Pour la période 1971-2000, la température annuelle moyenne est de 10,5 °C, avec une amplitude thermique annuelle de 12,9 °C. Le cumul annuel moyen de précipitations est de 761 mm, avec 13,6 jours de précipitations en janvier et 8,7 jours en juillet. Pour la période 1991-2020, la température moyenne annuelle observée sur la station météorologique la plus proche, située sur la commune de Cayeux-sur-Mer à 10 km à vol d'oiseau, est de 11,4 °C et le cumul annuel moyen de précipitations est de 761,1 mm,. Pour l'avenir, les paramètres climatiques de la commune estimés pour 2050 selon différents scénarios d'émission de gaz à effet de serre sont consultables sur un site dédié publié par Météo-France en novembre 2022.

## Urbanisme

### Typologie
Au 1er janvier 2024, Allenay est catégorisée petite ville, selon la nouvelle grille communale de densité à sept niveaux définie par l'Insee en 2022.
Elle appartient à l'unité urbaine de Béthencourt-sur-Mer, une agglomération intra-départementale regroupant quatre  communes, dont elle est une commune de la banlieue,,. Par ailleurs la commune fait partie de l'aire d'attraction de Friville-Escarbotin, dont elle est une commune du pôle principal,. Cette aire, qui regroupe 33 communes, est catégorisée dans les aires de moins de 50 000 habitants,.

### Occupation des sols
L'occupation des sols de la commune, telle qu'elle ressort de la base de données européenne d'occupation biophysique des sols Corine Land Cover (CLC), est marquée par l'importance des territoires agricoles (91,6 % en 2018), une proportion identique à celle de 1990 (91,6 %). La répartition détaillée en 2018 est la suivante : 
terres arables (70,4 %), prairies (21,2 %), zones urbanisées (8,4 %). L'évolution de l'occupation des sols de la commune et de ses infrastructures peut être observée sur les différentes représentations cartographiques du territoire : la carte de Cassini (XVIIIe siècle), la carte d'état-major (1820-1866) et les cartes ou photos aériennes de l'IGN pour la période actuelle (1950 à aujourd'hui).

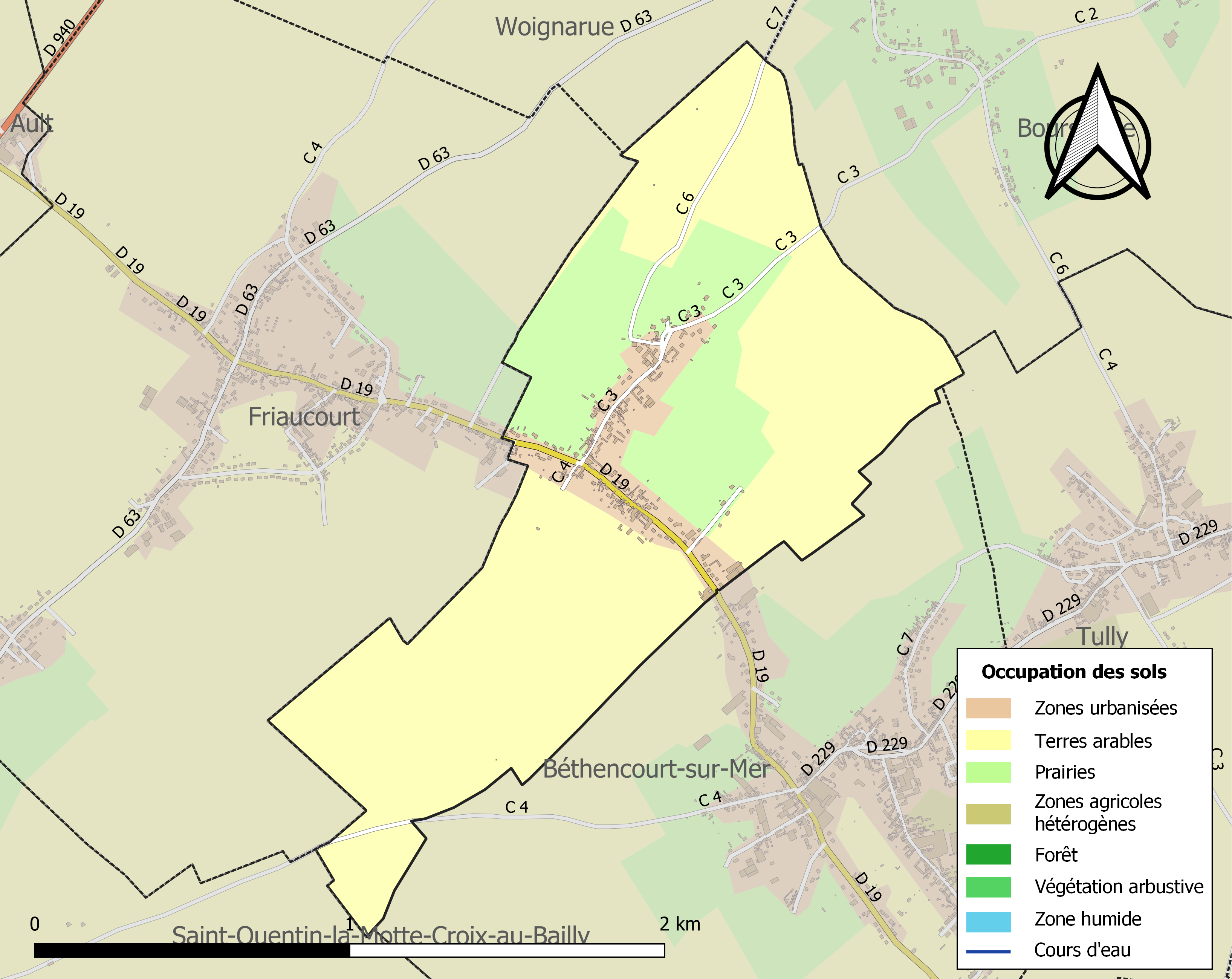
Carte des infrastructures et de l'occupation des sols de la commune en 2018 (CLC).

### Morphologie urbaine

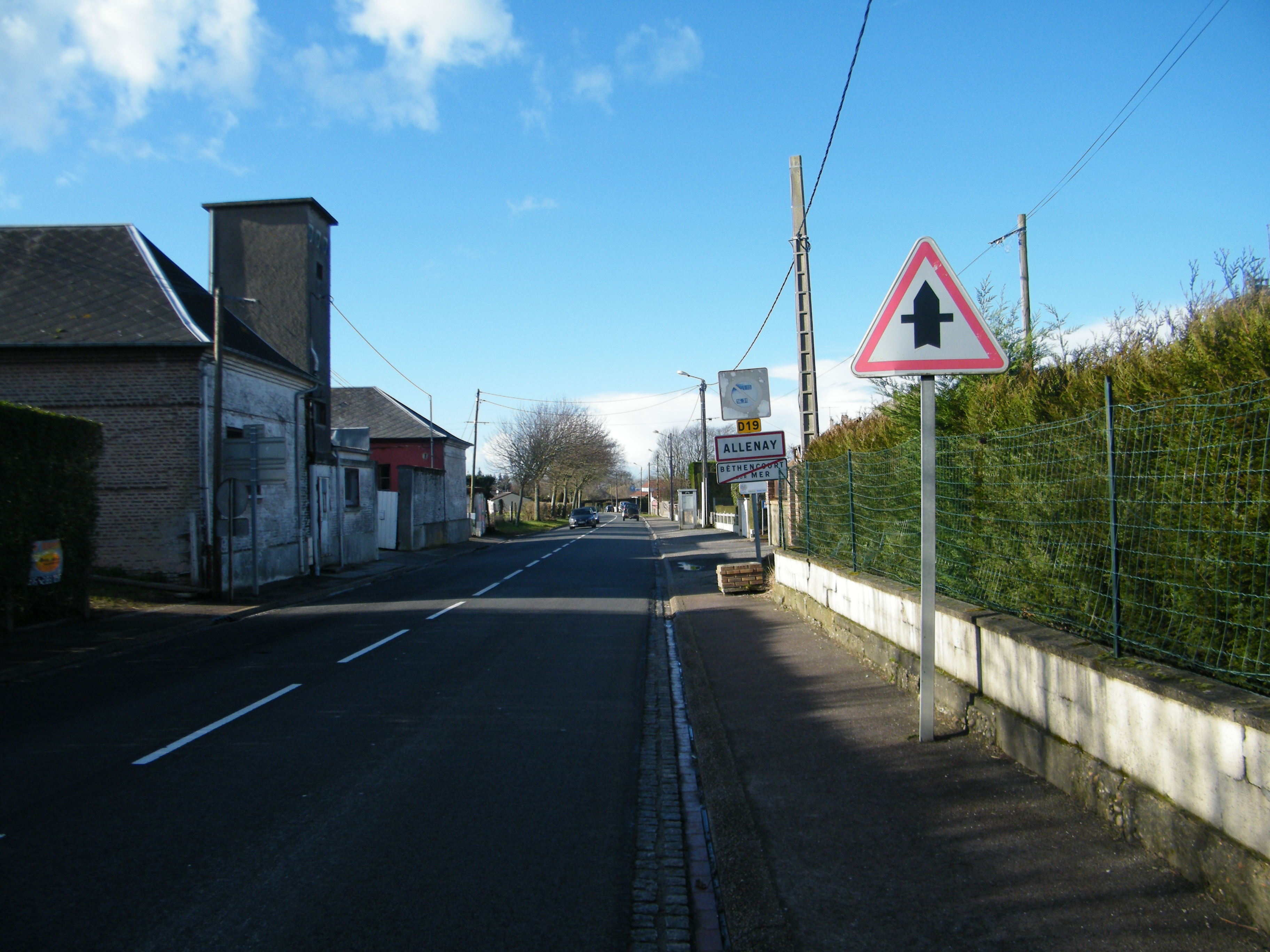
La continuité du bâti ne connait pas d'interruption entre Allenay et Béthencourt.

### Habitat et logement
En 2019, le nombre total de logements dans la commune était de 133, alors qu'il était de 130 en 2014 et de 122 en 2009.
Parmi ces logements, 84 % étaient des résidences principales, 6,1 % des résidences secondaires et 9,9 % des logements vacants. Ces logements étaient pour 97,7 % d'entre eux des maisons individuelles et pour 2,3 % des appartements.
Le tableau ci-dessous présente la typologie des logements à Allenay en 2019 en comparaison avec celle de la Somme et de la France entière. Une caractéristique marquante du parc de logements est ainsi une proportion de résidences secondaires et logements occasionnels (6,1 %) inférieure à celle du département (8,3 %) mais supérieure à celle de la France entière (9,7 %). Concernant le statut d'occupation de ces logements, 87,9 % des habitants de la commune sont propriétaires de leur logement (84,3 % en 2014), contre 60,2 % pour la Somme et 57,5 pour la France entière.
| Typologie                                               | Allenay | Somme | France entière |
| ------------------------------------------------------- | ------- | ----- | -------------- |
| Résidences principales (en %)                           | 84      | 83,2  | 82,1           |
| Résidences secondaires et logements occasionnels (en %) | 6,1     | 8,3   | 9,7            |
| Logements vacants (en %)                                | 9,9     | 8,5   | 8,2            |

### Voies de communication et transports
Le village est traversé par la route départementale 19 (axe Oisemont - Ault).
En 2019, la localité est desservie par la ligne d'autocars no 2 (Mers-les-Bains - Friville - Abbeville) du réseau Trans'80, Hauts-de-France, chaque jour de la semaine sauf le dimanche et les jours fériés. Par ailleurs, l'intercommunalité organise depuis 2022 un service de transport à la demande reliant Allenay à Criel-sur-Mer via Mers-les-Bains et Le Tréport.

## Toponymie
Le nom de la localité est attesté sous la forme Alenay en 1138.
En picard, son nom est  Alnay.

## Histoire

### Seconde Guerre mondiale
Orphée Journel, mouleur sur cuivre, est maire communiste de la commune de 1926 à 1933. Il est arrêté comme otage le 23 octobre 1941 par la Feldgendarmerie et déporté à Auschwitz dans le convoi des 45 000 le 6 juillet 1942.
Sur une plaque commémorative adossée au monument aux morts pour la patrie, on peut lire : « l'Allenaysienne à son président Journel Orphée victime du nazisme ».

## Politique et administration

### Rattachements administratifs et électoraux

#### Rattachements administratifs
La commune se trouve  dans l'arrondissement d'Abbeville du département de la Somme.
Elle faisait partie depuis 1793 du canton d'Ault. Dans le cadre du redécoupage cantonal de 2014 en France, cette circonscription administrative territoriale a disparu, et le canton n'est plus qu'une circonscription électorale.

#### Rattachements électoraux
Pour les élections départementales, la commune est membre depuis 2014 du  canton de Friville-Escarbotin
Pour l'élection des députés, elle fait partie de la troisième circonscription de la Somme.

### Intercommunalité
Allenay est membre depuis  2003 de la communauté de communes des Villes Sœurs — qui portait alors le nom de communauté de communes du Gros Jacques — un établissement public de coopération intercommunale (EPCI) à fiscalité propre créé en 2000 et auquel la commune a transféré un certain nombre de ses compétences, dans les conditions déterminées par le code général des collectivités territoriales.

### Liste des maires
| Période                                  | Période                   | Identité              | Étiquette | Qualité                          |
| ---------------------------------------- | ------------------------- | --------------------- | --------- | -------------------------------- |
| Les données manquantes sont à compléter. |                           |                       |           |                                  |
| 1926                                     | 1933                      | Orphée Journel,       | PC-SFIC   | Ouvrier Mort en déportation      |
| Les données manquantes sont à compléter. |                           |                       |           |                                  |
| mars 1983                                | mars 2008                 | Lucien Levasseur      | RPR-UMP   | Gendarme puis policier municipal |
| mars 2008                                | 2014                      | Marie-Thérèse Guériel |           | Responsable logistique           |
| 2014                                     | En cours (au 6 août 2020) | Nathalie Martel       |           | réélue pour le mandat 2014-2020  |

### Tendances politiques et résultats
| Scrutin              | 1er tour | 1er tour | 1er tour | 1er tour | 1er tour | 1er tour | 1er tour | 1er tour | 1er tour | 1er tour | 1er tour | 1er tour |     | 2e tour | 2e tour | 2e tour | 2e tour | 2e tour | 2e tour | 2e tour | 2e tour | 2e tour |
| Scrutin              | 1er      | 1er      | %        | 2e       | 2e       | %        | 3e       | 3e       | %        | 4e       | 4e       | %        | 1er | 1er     | %       | 2e      | 2e      | %       | 3e      | 3e      | %       |         |
| -------------------- | -------- | -------- | -------- | -------- | -------- | -------- | -------- | -------- | -------- | -------- | -------- | -------- | --- | ------- | ------- | ------- | ------- | ------- | ------- | ------- | ------- | ------- |
| Départementales 2021 |          | UCD      | 37,63    |          | UGE      | 21,51    |          | DVG      | 20,43    |          | RN       | 20,43    |     |         | UCD     | 67,05   |         | UGE     | 32,95   |         |         |         |
| Régionales 2021      |          | UCD      | 58,70    |          | RN       | 18,48    |          | UGE      | 14,13    |          | LREM     | 5,43     |     | UCD     | 71,59   |         | RN      | 15,91   |         | UGE     | 12,50   |         |
| Présidentielle 2022  |          | LREM     | 31,10    |          | RN       | 31,10    |          | LFI      | 11,59    |          | REC      | 8,54     |     | RN      | 50,30   |         | LREM    | 49,70   |         |         |         |         |
| Législatives 2022    |          | LR       | 36,64    |          | RN       | 29,01    |          | LREM     | 13,74    |          | PCF      | 12,98    |     | LR      | 57,50   |         | RN      | 42,50   |         |         |         |         |
| Européennes 2024     |          | RN       | 41,38    |          | DVD      | 13,78    |          | RE       | 12,07    |          | LR       | 9,48     |     |         |         |         |         |         |         |         |         |         |
| Législatives 2024    |          | RN       | 47,86    |          | LR       | 30,00    |          | PCF      | 17,86    |          | HOR      | 3,57     |     | RN      | 51,97   |         | LR      | 48,03   |         |         |         |         |

## Population et société

### Démographie

#### Évolution démographique
L'évolution du nombre d'habitants est connue à travers les recensements de la population effectués dans la commune depuis 1793. Pour les communes de moins de 10 000 habitants, une enquête de recensement portant sur toute la population est réalisée tous les cinq ans, les populations de référence des années intermédiaires étant quant à elles estimées par interpolation ou extrapolation. Pour la commune, le premier recensement exhaustif entrant dans le cadre du nouveau dispositif a été réalisé en 2007.

En 2022, la commune comptait 252 habitants, en évolution de −3,08 % par rapport à 2016 (Somme : −1,26 %, France hors Mayotte : +2,11 %).
| 1793 | 1800 | 1806 | 1821 | 1831 | 1836 | 1841 | 1846 | 1851 |
| ---- | ---- | ---- | ---- | ---- | ---- | ---- | ---- | ---- |
| 214  | 205  | 221  | 215  | 237  | 237  | 223  | 212  | 203  |

| 1856 | 1861 | 1866 | 1872 | 1876 | 1881 | 1886 | 1891 | 1896 |
| ---- | ---- | ---- | ---- | ---- | ---- | ---- | ---- | ---- |
| 206  | 227  | 262  | 264  | 247  | 243  | 243  | 261  | 263  |

| 1901 | 1906 | 1911 | 1921 | 1926 | 1931 | 1936 | 1946 | 1954 |
| ---- | ---- | ---- | ---- | ---- | ---- | ---- | ---- | ---- |
| 262  | 256  | 231  | 202  | 244  | 256  | 243  | 241  | 227  |

| 1962 | 1968 | 1975 | 1982 | 1990 | 1999 | 2006 | 2007 | 2012 |
| ---- | ---- | ---- | ---- | ---- | ---- | ---- | ---- | ---- |
| 224  | 240  | 246  | 282  | 271  | 279  | 251  | 248  | 260  |

| 2017 | 2022 | - | - | - | - | - | - | - |
| ---- | ---- | - | - | - | - | - | - | - |
| 250  | 252  | - | - | - | - | - | - | - |

#### Pyramide des âges
En 2018, le taux de personnes d'un âge inférieur à 30 ans s'élève à 25,1 %, soit en dessous de la moyenne départementale (36,4 %). À l'inverse, le taux de personnes d'âge supérieur à 60 ans est de 34,3 % la même année, alors qu'il est de 26,0 % au niveau départemental.
En 2018, la commune comptait 113 hommes pour 136 femmes, soit un taux de 54,62 % de femmes, largement supérieur au taux départemental (51,49 %).
Les pyramides des âges de la commune et du département s'établissent comme suit.
| Hommes | Classe d’âge | Femmes |
| ------ | ------------ | ------ |
| 0,9    | 90 ou +      | 0,0    |
| 10,8   | 75-89 ans    | 13,6   |
| 21,6   | 60-74 ans    | 21,6   |
| 30,0   | 45-59 ans    | 21,8   |
| 17,6   | 30-44 ans    | 12,9   |
| 11,3   | 15-29 ans    | 10,9   |
| 7,8    | 0-14 ans     | 19,2   |

| Hommes | Classe d’âge | Femmes |
| ------ | ------------ | ------ |
| 0,6    | 90 ou +      | 1,8    |
| 6,7    | 75-89 ans    | 9,4    |
| 17,2   | 60-74 ans    | 18,1   |
| 19,8   | 45-59 ans    | 19,1   |
| 18,2   | 30-44 ans    | 17,5   |
| 19,4   | 15-29 ans    | 18     |
| 18,2   | 0-14 ans     | 16,2   |

## Culture locale et patrimoine

### Lieux et monuments
- L'église Saint-Pierre.
- Le monument aux morts figure un buste de poilu encadré par deux flammes commémoratives.

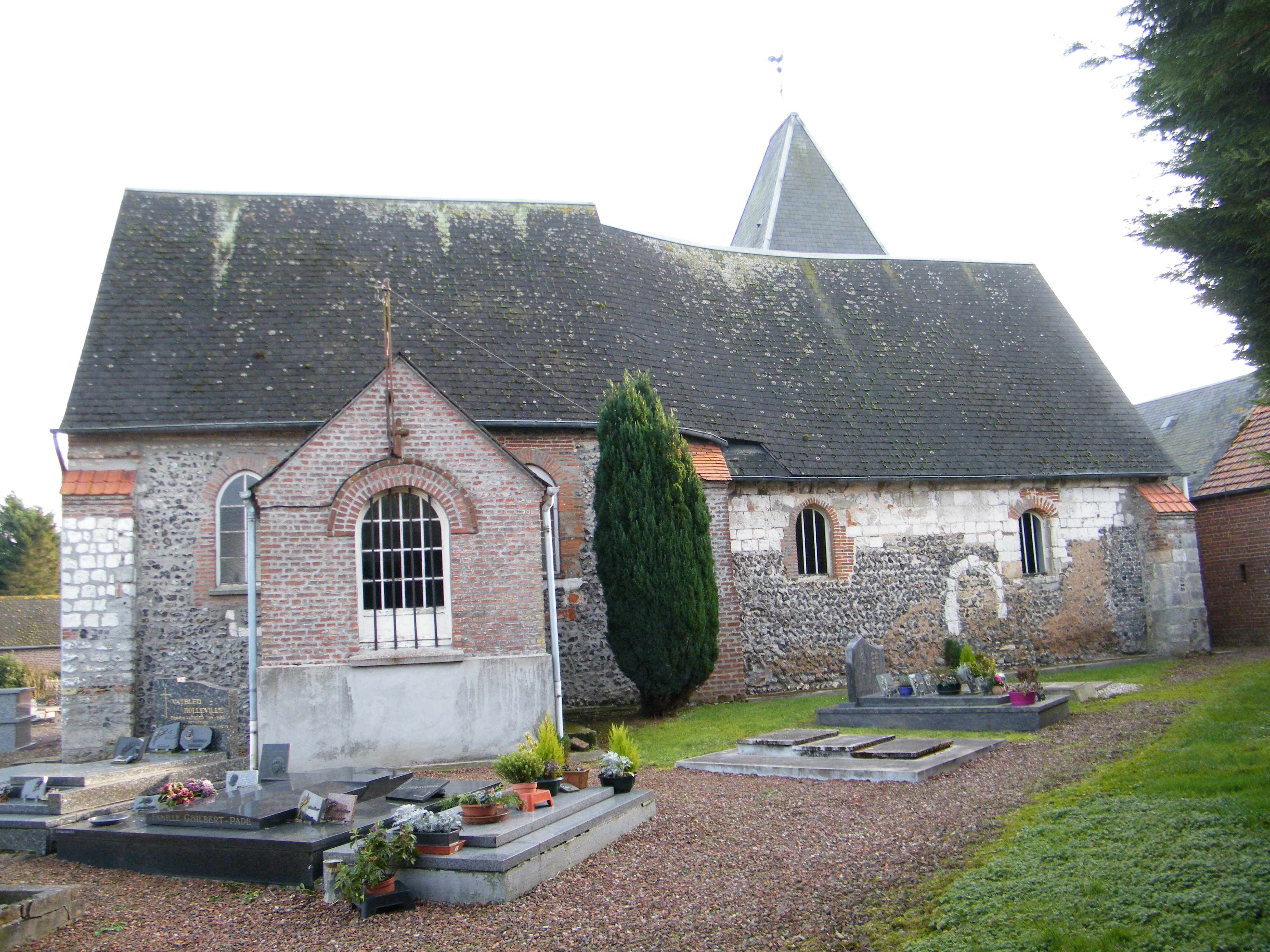
L'église Saint-Pierre.
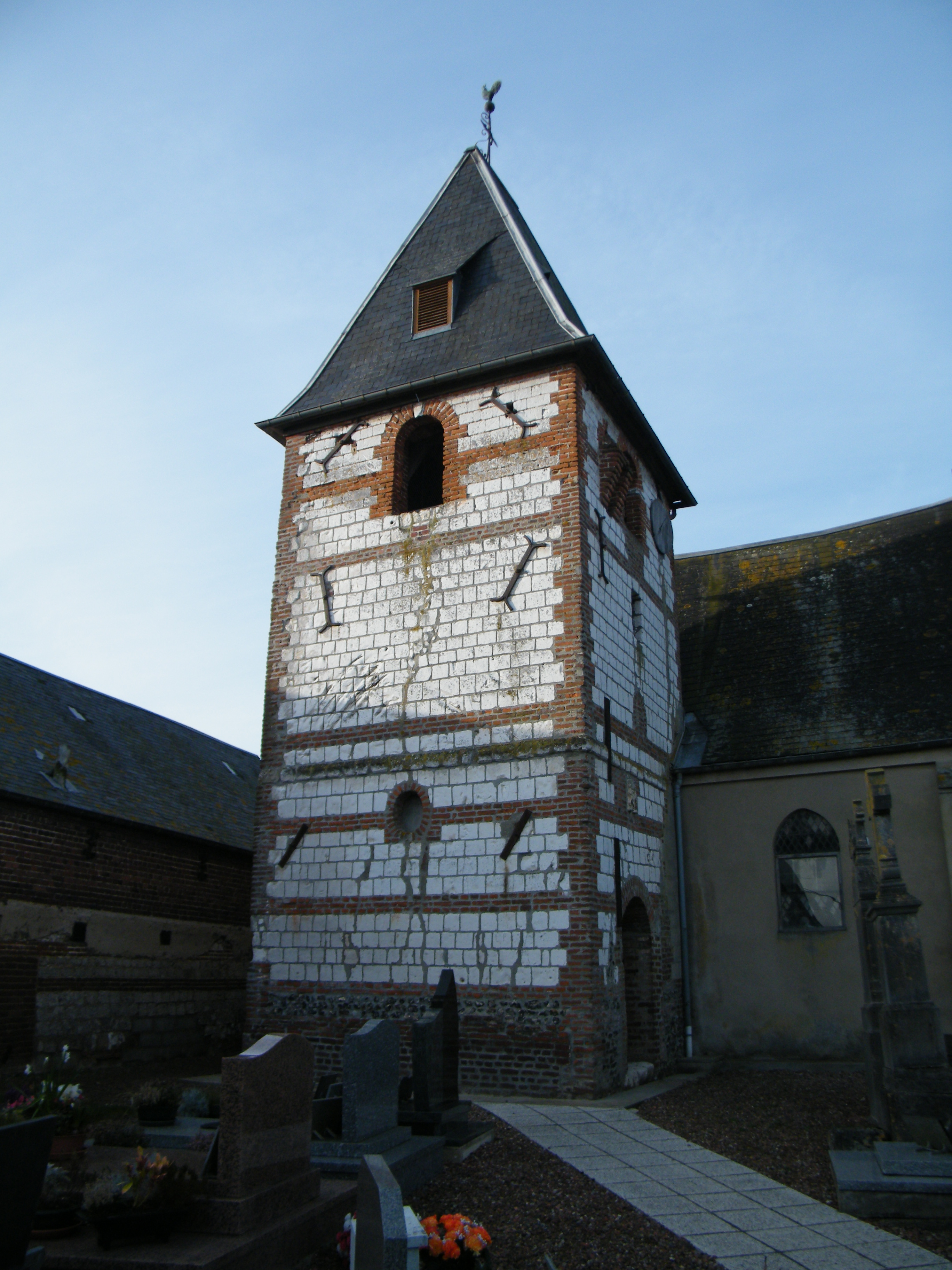
Le clocher de l'église.
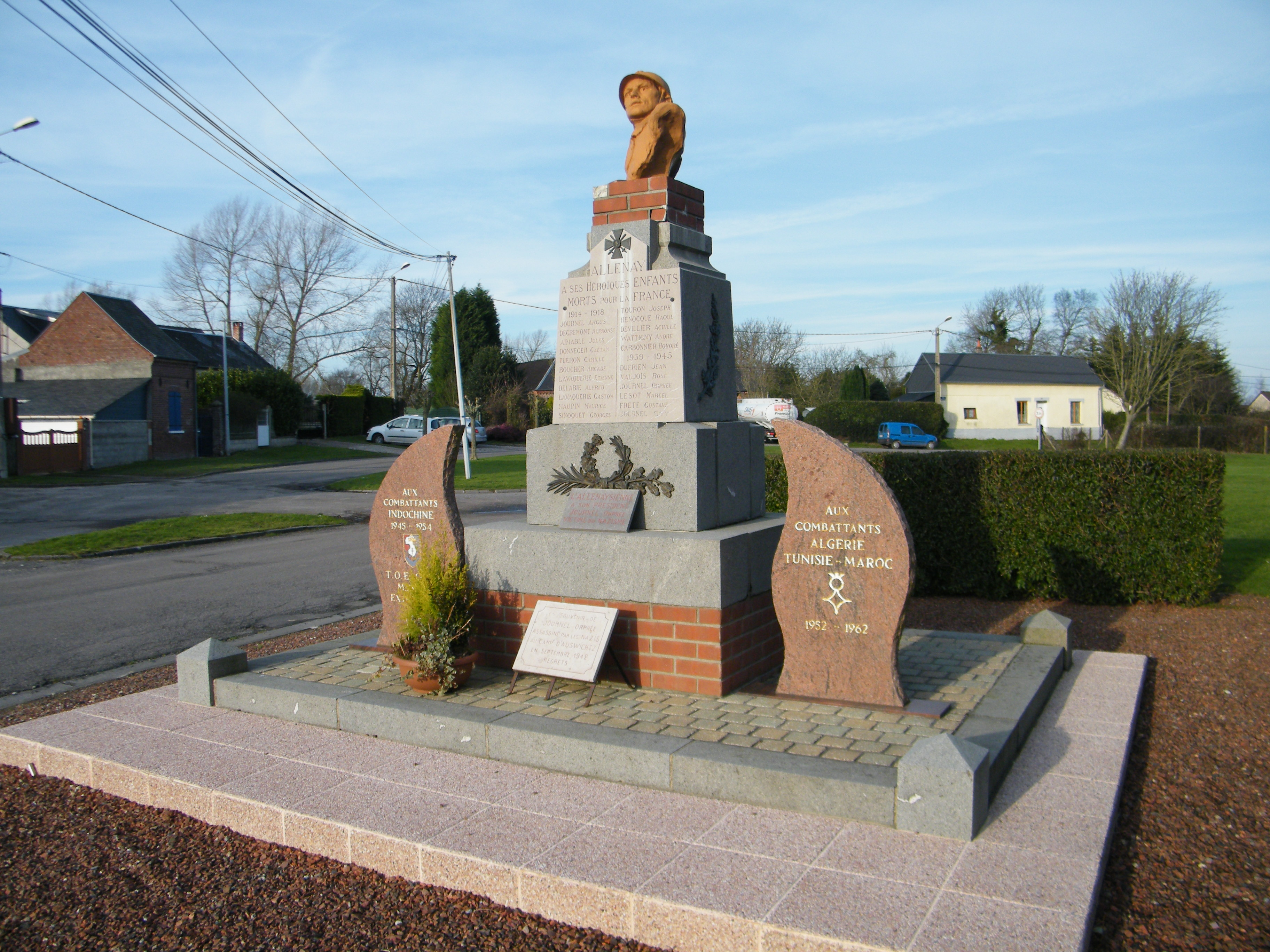
Le monument aux morts.

### Héraldique
| Blason de Allenay | Blason  | Parti : au 1er d'or à l'aulne têtard arraché de sinople, au 2d de gueules à l'écusson du champ bordé d'argent. |
| Blason de Allenay | Détails | Le premier renvoie au toponyme de la commune (allenay → aulne) et le second à la famille de Vaudricourt dont sont issus les seigneurs d'Allenay de 1529 à la Révolution. Adopté en 1975 sur proposition de Jacques Dulphy. |
| Blason de Allenay | Alias   | D'argent aux trois bandes de sable, à l'écusson du même brochant sur le tout. Armes de la famille d'Allenay. |

## Pour approfondir